# Wato Arweladze
Wachtang „Wato” Arweladze (gruz. ვახტანგ „ვატო“ არველაძე, ur. 4 marca 1998 w Homburgu) – gruziński piłkarz występujący na pozycji pomocnika.

## Kariera klubowa
W 2014 roku występował w klubach Sasco Tbilisi oraz 35-e Sapechburto Skola Tbilisi. W sezonie 2014/15 był zawodnikiem rezerw tureckiej Kasımpaşy. W latach 2015–2018 występował w Lokomotiwi Tbilisi. W jego barwach rozegrał 40 meczów w gruzińskiej ekstraklasie i strzelił osiem goli, m.in. 29 lipca 2017 zdobył dwie bramki w wygranym spotkaniu z Dinamem Tbilisi (3:1). W maju 2018 podpisał dwuletni kontrakt z opcją przedłużenia o rok z Koroną Kielce. W Ekstraklasie zadebiutował 28 lipca 2018 w przegranym meczu z Legią Warszawa (1:2), w którym zmienił w 70. minucie Elhadji Pape Diawa. Pierwszą bramkę dla Korony zdobył 3 października 2018 w przegranym spotkaniu I rundy Pucharu Polski z Wisłą Sandomierz (2:3).

## Kariera reprezentacyjna
Juniorski i młodzieżowy reprezentant Gruzji. Występował w kadrach U-17, U-19 oraz U-21. W reprezentacji U-17 zadebiutował 26 października 2014 w wygranym meczu z Liechtensteinem (3:0), w którym zmienił w drugiej połowie Ratiego Ardaziszwiliego. W 2017 uczestniczył w mistrzostwach Europy U-19 w Gruzji, podczas których zagrał w dwóch meczach – ze Szwecją (2:1) i Czechami (0:2). 11 września 2018 w spotkaniu z Maltą U-21 zdobył dwa gole.
26 marca 2019 zadebiutował w seniorskiej reprezentacji Gruzji w meczu przeciwko Irlandii w eliminacjach Mistrzostw Europy 2020 (0:1).

### Bramki w reprezentacji
| Lp. | Data           | Miejsce                               | Przeciwnik | Bramka | Rezultat | Ranga meczu                       |
| --- | -------------- | ------------------------------------- | ---------- | ------ | -------- | --------------------------------- |
| 1.  | 7 czerwca 2019 | Stadion im. Borisa Paiczadze, Tbilisi | Gibraltar  | 3:0    | 3:0      | Eliminacje Mistrzostw Europy 2020 |

## Statystyki
| Sezon                    | Klub                           | Rozgrywki     | Mecze | Gole |
| ------------------------ | ------------------------------ | ------------- | ----- | ---- |
| 2013/2014 (w)            | Sasco Tbilisi                  | Pirveli Liga  | 4     | 2    |
| 2014/2015 (j)            | 35-e Sapechburto Skola Tbilisi | Meore Liga    | 2     | 2    |
| 2014/2015                | Kasımpaşa II SK                |               |       |      |
| 2015/2016                | Lokomotiwi Tbilisi             | Umaglesi Liga | 3     | 0    |
| 2017                     | Lokomotiwi Tbilisi             | Erownuli Liga | 28    | 6    |
| 2018 (w)                 | Lokomotiwi Tbilisi             | Erownuli Liga | 9     | 2    |
| 2018/2019                | Korona Kielce                  | Ekstraklasa   | 23    | 4    |
| 2019/2020                | Korona Kielce                  | Ekstraklasa   | 4     | 0    |
| Stan na 12 sierpnia 2019 |                                |               |       |      |

## Życie prywatne
Syn Rewaza Arweladze, bratanek Szoty Arweladze.